# Žažar
Žažar – wieś w Słowenii, w gminie Horjul. 1 stycznia 2017 liczyła 182 mieszkańców.